# Felipe Revelez
Daniel Felipe Revelez Pereira (né le 30 septembre 1959 à Rocha en Uruguay) est un joueur de football international uruguayen, qui évoluait au poste de défenseur.

## Biographie

### Carrière en club
Avec le Club Nacional, il remporte quatre titres internationaux : une Copa Libertadores, une Coupe intercontinentale, une Copa Interamericana et enfin une Recopa Sudamericana.

### Carrière en sélection
Avec l'équipe d'Uruguay, il joue 20 matchs (pour un but inscrit) entre 1980 et 1991. 
Il figure dans le groupe des sélectionnés lors de la Coupe du monde de 1990 organisée en Italie. Il ne joue aucun matchs lors de la phase finale de cette compétition.
Il participe également aux Copa América de 1989 et de 1991. La sélection uruguayenne atteint la finale de la compétition en 1989, en étant battue par le Brésil.
Il dispute enfin la Coupe du monde des moins de 20 ans 1979 organisée au Japon. L'Uruguay se classe 3e de la compétition.

## Palmarès
| Club Nacional \| - Championnat d'Uruguay (1) : - Champion : 1992. - Copa Libertadores (1) : - Vainqueur : 1988. - Coupe intercontinentale (1) : - Vainqueur : 1988. \| \| - Copa Interamericana (1) : - Vainqueur : 1989. - Recopa Sudamericana (1) : - Vainqueur : 1989. \| |  | Uruguay - Copa América : - Finaliste : 1989.                                                    |
| - Championnat d'Uruguay (1) : - Champion : 1992. - Copa Libertadores (1) : - Vainqueur : 1988. - Coupe intercontinentale (1) : - Vainqueur : 1988. |  | - Copa Interamericana (1) : - Vainqueur : 1989. - Recopa Sudamericana (1) : - Vainqueur : 1989. |